# Diglossa lafresnayii
A Diglossa lafresnayii a madarak osztályának verébalakúak (Passeriformes) rendjébe és a tangarafélék (Thraupidae) családjába tartozó faj.

## Rendszerezése
A fajt Auguste Boissonneau francia ornitológus írta le 1840-ben, az Uncirostrum nembe Uncirostrum La Fresnayii néven.

## Előfordulása
Az Andokban, Ecuador, Kolumbia, Peru és  Venezuela területén honos. Természetes élőhelyei a szubtrópusi és trópusi hegyi esőerdők, magaslati gyepek és cserjések. Állandó, nem vonuló faj.

## Megjelenése
Testhossza 14 centiméter.
|  |

## Természetvédelmi helyzete
Az elterjedési területe nagyon nagy, egyedszáma pedig stabil. A Természetvédelmi Világszövetség Vörös listáján nem fenyegetett fajként szerepel.